# Гроссит
Гроссит — идиоморфический минерал, состоящий из кальция, алюминия и кислорода с молекулярной формулой CaAl4O7. Это бесцветный или белый стекловидный минерал, который кристаллизуется в моноклинной сингонии.
Гроссит был впервые описан в 1994 году при его обнаружении в формации Хатрурим в Израиле. Был назван в честь Шуламит Гросс (1923—2012), израильского минералогиста и геологиста.
Гроссит формируется из метаморфизованного нечистого известняка при высоких температурах, а также в богатых
кальциево-алюминиевых включениях в хондритных метеоритах. В метеоритах встречается вместе с перовскитом, мелилитом, хибонитом, шпинелью и богатым кальцием пироксенитом.